# Équipe cycliste Silber
Pour les articles homonymes, voir Silber.
L'équipe cycliste Silber est une équipe cycliste canadienne créée en 2011 et ayant le statut d'équipe continentale de 2014 à 2018, date de sa disparition. L'équipe participait également à des événements de cyclo-cross et de piste.

## Histoire de l'équipe
L'équipe Rockland MD-Medique a été fondée en 2011 par Scott McFarlane, sous l'initiative de Toguri Training Services. Celle-ci ne comptait que six coureurs. En 2012, l'équipe connue sous le nom de Medique-Silber Investments, recruta deux coureurs de plus et augmenta son budget, son calendrier, ses objectifs et son effectif à neuf coureurs pour 2013. C'est à partir de 2014 qu'elle a obtenu le statut d'équipe continentale et compte parmi ses rangs onze coureurs.
En 2018, Silber s'est retiré en tant que sponsor. Aucun nouveau sponsor principal n'ayant été trouvé, l'équipe est dissoute à la fin de la saison 2018. Une partie de l'équipe fusionne avec la nouvelle équipe Floyd's Pro Cycling, lancée par l'ancien coureur Floyd Landis.

## Encadrement de l'équipe
Scott McFarlane est le fondateur et principal directeur sportif de l'équipe cycliste Silber. Gordon Fraser s'est joint à l'équipe en 2014 en tant que directeur sportif pour plusieurs projets (Tour of the Gila, Philadelphia Cycling Classic, Grand Prix cycliste de Saguenay, etc.) Clodine Gilbert, honorée par la FQSC, est de retour en tant que manager pour gérer l’équipe, les médias sociaux et elle est la représentante sur les évènements. Dominic Cantin est là pour assurer la mécanique et Amélie Jeanneau en tant que masseur-kinésithérapeute.

## Principales victoires

### Classiques
- Winston Salem Cycling Classic : Ryan Roth (2016)
- Tour de Delta : Ryan Roth (2016)

### Courses par étapes
- Grand Prix cycliste de Saguenay : Matteo Dal-Cin (2015) et Ryan Roth (2016)

### Championnats nationaux
- Championnats du Canada sur route : 3
  - Contre-la-montre : 2016 (Ryan Roth)
  - Course en ligne espoirs : 2015 (Benjamin Perry)
  - Contre-la-montre espoirs : 2015 (Alexander Cataford)

## Classements UCI
L'équipe participe aux épreuves des circuits continentaux et principalement aux courses du calendrier de l'UCI America Tour. Les tableaux ci-dessous présentent les classements de l'équipe sur les circuits, ainsi que son meilleur coureur au classement individuel.
UCI America Tour
| Saison | Classement par équipes | Meilleur coureur au classement individuel |
| ------ | ---------------------- | ----------------------------------------- |
| 2014   | 17e                    | Ryan Roth (31e)                           |
| 2015   | 9e                     | Ryan Roth (23e)                           |
| 2016   | 2e                     | Ryan Roth (14e)                           |
| 2017   | 9e                     | Ryan Roth (31e)                           |

UCI Asia Tour
| Saison | Classement par équipes | Meilleur coureur au classement individuel |
| ------ | ---------------------- | ----------------------------------------- |
| 2016   | 64e                    | Ryan Roth (187e)                          |

## Silber en 2017[6]
| Effectif 2017                          | Effectif 2017     | Effectif 2017 | Effectif 2017          |
| Cycliste                               | Date de naissance | Pays          | Équipe précédente      |
| -------------------------------------- | ----------------- | ------------- | ---------------------- |
| Stephen Bassett                        | 27 mars 1995      | États-Unis    | Jamis (2016)           |
| Pier-André Côté                        | 24 avril 1997     | Canada        |                        |
| Alec Cowan                             | 19 novembre 1996  | Canada        |                        |
| Kris Dahl                              | 7 juillet 1992    | Canada        |                        |
| Nigel Ellsay                           | 30 avril 1994     | Canada        |                        |
| Julien Gagné                           | 13 juillet 1994   | Canada        |                        |
| Émile Jean                             | 14 mars 2025      | Canada        |                        |
| Nicolas Masbourian                     | 27 janvier 1994   | Canada        |                        |
| Adam Roberge                           | 27 mars 1997      | Canada        |                        |
| Ryan Roth                              | 10 janvier 1983   | Canada        | Champion System (2013) |
| Marc-Antoine Soucy (13 juill.–31 déc.) | 22 avril 1995     | Canada        |                        |
| Danick Vandale                         | 12 juillet 1995   | Canada        |                        |
| Nickolas Zukowsky                      | 3 juin 1998       | Canada        |                        |
|                                        |                   |               |                        |
| Source : UCI                           |                   |               |                        |